# Levski Ridge
Il Levski Ridge (in lingua bulgara: Хребет Левски, Chrebet Levski) è la dorsale centrale dei Monti Tangra, nella parte orientale dell'Isola Livingston, nelle Isole Shetland Meridionali, in Antartide.

## Caratteristiche
La sua vetta, il Great Needle Peak, si innalza fino a 1.680 m e rappresenta la seconda elevazione più alta dell'isola dopo il Monte Friesland. Il picco è stato scalato per la prima volta e misurato con rilevazioni GPS l'8 gennaio 2015 dagli alpinisti bulgari Doychin Boyanov, Nikolay Petkov e Aleksander Shopov.
La dorsale si estende per circa 8 km tra la Shipka Saddle a ovest e la Devin Saddle a est, ed è larga altrettanto tra il Cherepish Ridge a nord e il Christoff Cliff a sud. È delimitata a nord dal Ghiacciaio Huron, a nordest dal Ghiacciaio Iskar, a sudovest dal Ghiacciaio Macy e dal Ghiacciaio Boyana, a sudest dal Ghiacciaio Srebarna e dal Ghiacciaio Magura
La dorsale deriva la sua denominazione dal Levski Peak, denominato in onore di Vasil Levski (1837-1873) eroe nazionale bulgaro e combattente per la libertà del suo paese.
 
Il nome della sua vetta più elevata, ‘Great Needle Peak’, è diventata di uso comune in quanto 'great' (grande) è considerato più appropriato dell'aggettivo 'false' (falso) utilizzato nella denominazione spagnola ‘Pico Falsa Aguja’.

## Localizzazione
Il punto centrale della dorsale è posizionato alle coordinate 62°39′45″S 60°03′00″W, situato 6,84 km a est del Monte Friesland, 6,8 km a sudest del Kuzman Knoll, 6,75 km a ovest-sudovest del Delchev Peak, e 3,3 km nordovest del M'Kean Point (mappatura preliminare britannica nel 1968, mappatura argentina nel 1980, mappatura bulgara nel 2005 e 2009 da rilevazioni topografiche della spedizione Tangra 2004/05).

## Elevazioni importanti
Altri picchi e elevazioni importanti sono:
- Levski Peak (1.430 m),
- St. Ivan Rilski Col (1.350 m),
- Helmet Peak (1.254 m),
- Serdica Peak (1.200 m),
- Vihren Peak (1.150 m),
- Ongal Peak (1.149 m),
- Plovdiv Peak (1.040 m).

## Ascensioni
Prime scalate di altri picchi:
- Ongal Peak e Komini Peak (774 m): Lyubomir Ivanov, dal Campo Accademia il 21 dicembre 2004,
- Plana Peak: D. Boyanov, N. Petkov e A. Shopov, 8 gennaio 2015.

## Mappe
- L.L. Ivanov et al. Antarctica: Livingston Island and Greenwich Island, South Shetland Islands. Scale 1:100000 topographic map. Sofia: Antarctic Place-names Commission of Bulgaria, 2005.
- L.L. Ivanov. Antarctica: Livingston Island and Greenwich, Robert, Snow and Smith Islands. Scale 1:120000 topographic map.  Troyan: Manfred Wörner Foundation, 2009.  ISBN 978-954-92032-6-4
- L.L. Ivanov. Antarctica: Livingston Island and Smith Island. Scale 1:100000 topographic map. Manfred Wörner Foundation, 2017. ISBN 978-619-90008-3-0